# Коммунистическая партия Гавайев
Коммунистическая партия Гавайев (КПГ; англ. Communist Party of Hawaii) — региональная партия в составе Коммунистической партии США, существовавшая в 1930—1950 годы на аннексированной США Территории Гавайи.

## История
Первую попытку создания Коммунистической партии Гавайев предпринял Билл Бейли в 1937 году. Джек Кимото называет годом создания КПГ 1938 год. Ряд авторов называют более ранние даты появления партии. В 1944 году состоялась встреча представителей ILWU (Международный союз портовых и складских рабочих), Компартии и Демократической партии Гавайев, ключевой деятель леволиберального крыла которой — полицейский детектив Джон Бернс — собирался опереться на рабочие организации для изменения политической системы и статуса Территории Гавайи.
Партия принимала участие в формировании профсоюзов и организации забастовок рабочих; проведённая при её участии всеобщая забастовка привела к революции 1954 года на Гавайях. Пытаясь воспрепятствовать данному движению, 27 августа 1951 ФБР арестовало семерых членов КПГ, включая её председателя Чарльза Фухимото, редактора газеты «Гонолулу рекорд» Кодзи Арийоси и профсоюзного лидера Джека Холла. «Гавайская семёрка» обвинялась в заговоре с целью свержения администрации Гавайев. Входившие в неё коммунисты были освобождены только в 1958 году.
После рейда ФБР партия ушла в подполье. Часть членов КПГ, являвшихся одновременно членами Демократической партии Гавайев, усилили свою деятельность в рядах последней и предприняли усилия к превращению её в партию левого центра.
К 1958 году партия прекратила свою деятельность.